# اللجنة الوطنية لتحرير ساحل العاج
اللجنة الوطنية لتحرير ساحل العاج (بالفرنسية: Comité National de Libération de la Côte d'Ivoire)‏ كانت مجموعة معارضة في كوت ديفوار، ولها أصول سياسية في حزب التجمع الأفريقي. تأسست اللجنة في كوناكري في 18 مايو 1959 من قبل مجموعة من المنفيين الإيفواريين. روجت اللجنة لتشكيل الولايات المتحدة الأفريقية.